# John Flournoy Montgomery
John Flournoy Montgomery (1878. szeptember 20. – 1954. november 7.) amerikai üzletember és diplomata, 1933 júniusa és 1941 márciusa között az Amerikai Egyesült Államok magyarországi követe. Magyarország, a vonakodó csatlós (Hungary: The Unwilling Satellite) című, 1947-ben kiadott emlékirata a korszak értékes forrása.

## Élete
Montgomery a Missouri állambeli Sedalia városában született, és iskoláit is itt végezte. 26 éves korában kötött házasságot Hedwig Wildivel, akivel két lányuk született. Montgomery sikeres karriert futott be a tejiparban, különösképpen a sűrített tej feldolgozása terén. 1925 és 1933 között a vermonti International Milk Company elnöke volt. A Demokrata Párt lojális támogatója volt, és fáradozásai elismeréseként Franklin D. Roosevelt 1932-es elnökké választása után diplomáciai állást ajánlottak fel neki.

### Budapesti kiküldetése
1933 júniusában tette le szolgálati esküjét mint az Egyesült Államok magyarországi követe. (Montgomery eredetileg azt remélte, hogy Bécsbe küldik.) Feladata volt a politikai intrikák megfigyelése nem csak Budapesten, hanem a szomszédos országokban (Ausztria,  Csehszlovákia, Románia, Jugoszlávia) és a régió más államaiban is, többek között Bulgáriában,  Lengyelországban, Németországban és Olaszországban.
Szolgálata idején Montgomery több száz közeli kapcsolatot alakított ki a magyar és az európai politikai osztályok képviselőivel. Megbeszélései tartalmát rendszeresen lediktálta, emellett részletes naplót vezetett. Előszeretettel jegyezte fel az ismerőseiről megszerzett személyes adatokat is. Ugyanakkor mozgásterét szűkítette, hogy kizárólag angolul beszélt, ami megakadályozta abban, hogy közelebbi ismereteket szerezhessen a közép- és munkásosztály politikai tevékenységére nézve.
A magyar politikai vezetés tisztában volt a Hitler náci rendszerével szemben táplált amerikai ellenszenvnek, és saját hasonló nézeteinek rendszeresen hangot adott Montgomery irányában. A követ ezeket az üzeneteket továbbította Washingtonba is. Meggyőződése volt, hogy a náciknak tett magyar engedmények feltétlenül szükségesek és elkerülhetetlenek voltak, és hogy az ország nem rendelkezett valódi politikai mozgástérrel. Magyarország, a vonakodó csatlós című emlékirataiban így írt erről: 
Magyarország hajlott arra, hogy a szövetségesek oldalára álljon, de a körülmények folytán elsősorban nem az volt a kérdés, hogy mit szeretne tenni a nép, hanem az, hogy mit tartottak szükségesnek. A magyarok ma úgy érezhetik, hogy vezetőik hibákat követtek el, és minden bizonnyal követtek is el hibákat, de a véleményem szerint függetlenül attól, hogy milyen politikát folytattak egy adott időpontban, az eredmény pontosan ugyanaz lett volna.

### Budapest után
Montgomeryt 1941 márciusában hívták vissza posztjáról, három hónappal azt megelőzően, hogy Magyarország a tengelyhatalmak oldalán hadbalépett volna a Szovjetunió ellen. Ő azonban azután is elkötelezett híve maradt a magyar függetlenségnek, hogy az év decemberében az Egyesült Államok is bekapcsolódott a háborúba. Elkeserítette a főváros jelentős részének elpusztulása a budapesti csata során, illetve az, hogy Magyarország a háború után szovjet érdekszféra alá került.
Emellett Horthy Miklós kormányzóval ápolt jó kapcsolatáról sem feledkezett meg. Miután Horthy a háború végén amerikai fogságba került, Montgomery felhasználta washingtoni befolyását annak érdekében, hogy a kormányzót ne helyezzék vád alá a nürnbergi per során. Horthyt részletes kihallgatásnak vetették alá, és később tanúként beidézték Edmund Veesenmayer perében, de ő ellene soha nem indítottak eljárást bármely a háború előtt vagy alatt tett lépéséért.
Montgomery a perek után is támogatta a Horthy családot. Miután áttelepültek a portugáliai Estorilba, amerikai magyarok részvételével alapítványt hozott létre a javukra. 1954-es halála után lánya, Jean gondoskodott a volt kormányzóról és feleségéről, egészen halálukig.

## Emlékiratai
Montgomery 1947-ben adta ki budapesti tartózkodásáról írt emlékiratait Magyarország, a vonakodó csatlós címmel.  A könyvet a mai napig széles körben használják a háború előtti magyar politika vizsgálatában. Egyedivé teszi, hogy nyugati szemszögből nézett, ám mégis a helyi viszonyok alapos ismeretét tükröző képet alkot a két háború közötti Magyarországról.
További részleteket világítanak meg azok a Montgomery iratai között szereplő személyes feljegyzések, amelyek a követnek a magyar vezetőkkel folytatott számos megbeszéléséről szólnak. Ezekre Frank Tibor bukkant rá miután találkozott Montgomery lányával, Jeannel, és korlátlan hozzáférést kapott tőle apja irataihoz. E feljegyzések egy részét Frank adta ki a Discussing Hitler: Advisors of U.S. Diplomacy in Central Europe, 1934-1941 című kötetben.

### Magyarul
- A koronatanú. Montgomery volt budapesti amerikai követ Magyarország végzetes napjairól; szerk. Makra Zoltán; Nemzetőr, München, 1991
- Magyarország, a vonakodó csatlós; ford. Barabás Miklós; Zrínyi, Bp., 1993
- A koronatanú. Montgomery volt budapesti amerikai követ Magyarország végzetes napjairól; szerk. Makra Zoltán; Mustang Kft., Bp., 1993
- Roosevelt követe Budapesten. John F. Montgomery bizalmas politikai beszélgetései, 1934–1941; szerk. Frank Tibor, magyar szöveg Bart István; Corvina, Bp. 2002
- Magyarország, a vonakodó csatlós; ford. Barabás Miklós; 2. jav. kiad.; Zrínyi, Bp., 2004

## Emlékezete
- Alakja felbukkan Kondor Vilmos magyar író Budapest noir című bűnügyi regényében, mint a főhős bűnügyi újságíró egyik riportalanya.

## Fordítás
- Ez a szócikk részben vagy egészben  a   John Flournoy Montgomery című angol Wikipédia-szócikk ezen változatának fordításán alapul.  Az eredeti cikk szerkesztőit annak laptörténete sorolja fel. Ez a jelzés csupán a megfogalmazás eredetét és a szerzői jogokat jelzi, nem szolgál a cikkben szereplő információk forrásmegjelöléseként.

| Elődje: Nicholas Roosevelt | Amerikai nagykövet Budapesten 1933–1941 | Utódja: Herbert Pell |